# Isomerische transitie
Isomerische transitie (overgang) is een proces in een nucleair isomeer van een atoomkern, die in een metastabiele aangeslagen toestand verkeert na de emissie van een alfa- of bètadeeltje. Deze atoomkern gaat dan over in een minder aangeslagen toestand of de grondtoestand en zendt daarbij de overmaat aan energie uit zonder dat het aantal protonen of neutronen verandert. De uitzending van de energie kan plaatsvinden door emissie van gammastraling of door de energie uit de kern over te dragen aan een van de gebonden elektronen, die vervolgens wordt uitgestoten. Dit laatste proces wordt interne conversie genoemd. De röntgenstraling die bij interne conversie vrijkomt is het gevolg van de opname van elektronen door het atoom om de elektrische neutraliteit weer te herstellen.

## Voorbeelden
Enkele voorbeelden van isomerische transities met hun halveringstijden T1/2 zijn:
{\displaystyle {}_{\ 73}^{180m}\mathrm {Ta} \;\;{\xrightarrow {\mathrm {IT} }}\;\;{}_{\ 73}^{180}\mathrm {Ta} +\gamma \ \ }        met T1/2 > 1,2·1015 jaar
{\displaystyle {}\;_{\ 43}^{\ 99m}\mathrm {Tc} \;\;{\xrightarrow {\mathrm {IT} }}\;\;{}_{\ 43}^{\ 99}\mathrm {Tc} +\gamma \ \ }  met T1/2 = 6 uur
{\displaystyle {}\;_{\ 27}^{\ 60m}\mathrm {Co} \;\;{\xrightarrow {\mathrm {IT} }}\;\;{}_{\ 27}^{\ 60}\mathrm {Co} +\gamma \ \ }  met T1/2 = 10,5 minuten
{\displaystyle {}\;\;_{\ 38}^{\ 86m}\mathrm {Sr} \;\;{\xrightarrow {\mathrm {IT} }}\;\;\;{}_{\ 38}^{\ 86}\mathrm {Sr} +\gamma \ \ }  met T1/2 = 0,45 µs